# Grapholita discretana
Grapholita discretana es una especie de polilla del género Grapholita, tribu Grapholitini, familia Tortricidae. Fue descrita científicamente por Wocke en 1861.
La envergadura es de unos 15–19 milímetros. Se distribuye por Europa.